# カンポンボーイ
『カンポンボーイ』(原題: The Kampung Boy) は、マレーシアの国民的漫画家でもあるラットの代表作。1950年代にペラ州のカンポン（村落）で育つ少年を描いた作品でラットが自ら描いた回想録でもあり、ジャングルやスズ採鉱地で遊んだ思い出や割礼の体験、家庭や学校での生活が題材にされている。初版は1979年にブリタ・パブリッシングから刊行され、売り上げ面でも批評面でも成功を収めた。1999年には同題でアニメ化された。オリジナル版はマレー語混じりの英語で書かれていたが、マレー語やフランス語の版もあり、海外で現地版も刊行された。日本版は1984年と2014年の二回にわたって刊行されている。
作者のラットは本書によってマレーシア国内での名声を確立し、東南アジアを中心として国際的にも知られるようになった。2006年に Kampung Boy として刊行された米国版は米国児童図書評議会などから複数の賞を受けた。『カンポンボーイ』は一つのフランチャイズとなり、マレーシア国内でグッズ化されたり、切手のデザインに使われたり、飛行機の機体に描かれてきた。
1981年に出た続編『タウンボーイ』(Town Boy) は主人公が10代になって都市に移ってからの暮らしを描いている。1993年にはスピンオフとして、1980年代のマレーシアの子供の暮らしと『カンポンボーイ』で描かれた1950年代を比較対照する『カンポンボーイ 昨日・今日』(Kampung Boy: Yesterday and Today) が刊行された。

## プロット

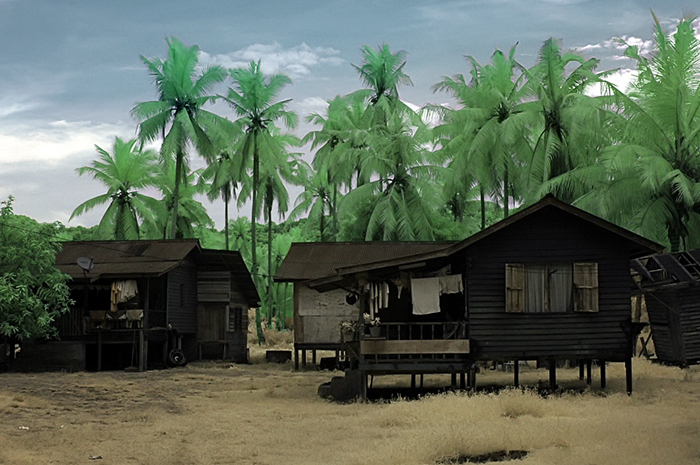
本作の舞台となるカンポンは、高床式の木造家屋が並ぶのどかな集落である。

『カンポンボーイ』は少年マットと、マットがカンポンで過ごす日々を絵と文で描いた物語である。作者ラットは主人公であると同時に語り手でもある。
マレーシア、ペラ州のカンポンで主人公が生まれるところが幕開けとなる。誕生を祝う伝統行事がそれに続き、祝福の唱句、宗教歌の合唱と一連の儀式が執り行われる。マットは成長とともに家の中を探検し始め、やがて家族が住まいの外で行うおかしな行動に焦点が当てられていく。
6歳になったマットは公教育の第一歩としてコーランを学ぶ塾に通い始め、そこで出会った新しい友達から川泳ぎやジャングル探検を教えられる。両親は息子が勉強に興味を示さないことを心配する。マットも親の気持ちは分かるが、遊びをあきらめてまで勉強に励むつもりはない。10歳になるとベルスナット（割礼式）がある。事前の儀式は物々しいもので、大勢で川まで行進して沐浴を行わなければならない。割礼自体は「アリにかまれたような」一瞬の作業で済む。傷が治ると、弟妹とともに町の映画館に連れて行ってもらう。
あるときマットは友達と一緒にスズの露天掘り鉱山に侵入し、浚渫船が排出する泥を鍋の中でゆすって価値のある鉱石をより分ける方法を教わる。これは違法行為だが、採掘会社はそれほど厳しく取り締まっていなかった。マットは鉱石を父に見せて褒めてもらおうとする。しかし父親は、それは泥棒だと怒りだし、勉強をさぼって将来をないがしろにしたことでお仕置きする。マットは両親の嘆きを漏れ聞き、さらにいずれ相続するゴム園を見せられたことで勉強に身を入れるようになる。やがてその甲斐あって「小学校4年生のための特別な試験」に合格し、州都イポーにある全寮制学校に入学する資格を得る。
合格を知らせようと急いで帰宅すると、父親は採掘会社と交渉しているところだった。スズが埋蔵されているのが見つかったら、家族のゴム園を多額で買い取ってくれるのだという。カンポンの住人の多くは土地を売却することを望んでおり、マットの家族も大金を得てイポーに移る計画を持っている。進学のためカンポンを発つ日が訪れ、マットは期待に胸を膨らませるが、別れの時間が近づくにつれて悲しみが襲ってくる。マットは自分がカンポンを大好きなのだと気づき、もうスズが見つからなければいいと願う。

## 着想
本作は著者ラットの自伝である。ラットは地方のカンポンに生まれ育ち、州都イポーの小学校に進み、中等教育を修了するとクアラルンプールに移った。成人後は新聞の事件記者として働きながら、9歳のときから描きはじめた漫画で副収入を得た。あるとき香港の雑誌に描いた作品「ベルスナット」が新聞社内で注目され、コラム漫画家の地位につくことになった。社によってロンドンに派遣されてセント・マーチンズ芸術大学で学び、1975年にマレーシアに帰国してからは英国風の風刺漫画を描きはじめた。この路線は人気を集めた。しかし名声が高まるにつれて、都市でのライフスタイルに疑問を持ち始め、カンポン生活を懐かしむようになった。ラットは自分を含めた都市生活者が故郷の村落の暮らしを忘れてしまったと感じ、それを思い出させようと考えた。また、マレーシアにいる外国人に田舎の伝統的な生活を知らせたいという考えもあった。ラットは1977年から新聞漫画の執筆の合間に本作の原稿を描き始めた。完成した『カンポンボーイ』は1979年にブリタ・パブリッシングから刊行された。

## 絵柄と表現法
本作のスタイルは西欧のグラフィックノベルとは異なっている。多くのページは全体が1枚の絵となっており、そこに文章が添えられる。1枚の絵だけで一つのシーンとなる場合もあれば、見開き2ページに描かれた2枚の絵が出来事のシークエンスを表すこともある。
ナレーションはマレーシア風の英語（マングリッシュ）で語られており、文法構造は単純で、ところどころにマレー語の語句が使われている。児童書の書評誌 The Bulletin of the Center for Children's Books の編集者デボラ・スティーヴンソンは、このナレーションが読者との間に一体感を作り出し、「家族や隣人、村の暮らしへの愛情をさりげなく」表現しているとした。ジ・エイジ紙にレビューを寄せたマイク・シャトルワースは、本書は文章で書かれた内容と反対の絵を描くことでおかしさを出している箇所が多いと述べた。スティーブンソンも同様の指摘をしており、マットが母親から優しくお粥を食べさせてもらったと語る場面を取り上げている。このとき絵の方では、母親は赤ん坊のマットがお粥を吐きかけてくるのに苛立った様子を見せている。
Magpies 誌のレビュアー、ケヴィン・スタインバーガーは、ラットのレイアウトが本作を「ついつい誘い込まれるような読み物」にしているという。またラットのペン画は「空間を作り出し、実体を感じさせるために、白黒の強いコントラスト」に頼っていると述べた。ラット自身は自分のペンタッチをそのまま生かすためにハーフトーンを用いないと述べている。
『カンポンボーイ』の子供たちは「頭はモップのようにぼさぼさで、歯を見せて笑っており、足は裸足で、お尻はむき出しか腰布を巻いて」描かれるのがほとんどであり、しばしば周囲の大人の世界と比べて「大げさなほど小さく」描かれる。ラットは少年の描き方について1950年代に読んだ漫画から影響を受けた部分があると述べている。それらの本で主役を務めるのは決まって「モジャモジャ頭の腕白小僧」だった。大人のキャラクターは、膨らんだズボンやバタフライ型メガネのように衣服や小物が誇張されていて容易に見分けられる。「背が低くて丸っこい」体形はキャラクターデザインの特徴である。キャラクターの表情は大きく誇張され、特に読者に正面を向けたときにそれが顕著である。
司書・コミック批評家のフランシスカ・ゴールドスミスは、ラットの風景が「落書き風」でありながら「驚くほど細密」だとした。コミックジャーナリストのグレッグ・マケルハットンも本作が「カリカチュアと入念に描かれたディテールの一風変わった組み合わせ」だと評した。ムリヤディもこれらの論者と同様に、キャラクターはもちろん周囲の状況にまで鋭い観察力を行き渡らせるラットの強みが『カンポンボーイ』で発揮されたと主張している。ムリヤディによると、ラットのキャラクターは本物のマレーシア人がするような見た目、服装、行動、話し方をする。場所も地元のジャングルや村落、都市だとすぐにわかる。このような正確なディテールが、マレーシアの読者には親近感を感じさせ、外国人に対してもシーンに説得力を与えている。

## 翻訳版とメディア展開
マレーシアは主にマレー系、中国系、インド系からなる多人種国家であり、英語が共通語の役割を果たしている。ラットが1970年代に勤めていたニューストレーツ・タイムズは英字紙であり、多人種の読者層を持っていた。美術史家レザ・ピヤダサによると、ラットはその経験からマレーシア社会をよく理解しており、すべての人種グループにリーチする必要性を認識していた。本書が英語で書かれたのはこれが理由である。版元ブリタはラットの求めによってその友人ザイノン・アハマドを雇い、本書をマレー語にも翻訳させた。マレー語版は Budak Kampung のタイトルで刊行された。
2008年時点で『カンポンボーイ』は16刷まで版を重ね、ポルトガル語、フランス語、日本語など多くの言語に翻訳されていた。現地版が刊行された国にはブラジル、ドイツ、韓国、アメリカなどがある。

### 日本版
1984年、英語版を底本とする日本語版『カンポンのガキ大将（旧題）』が晶文社から刊行され、小規模ながらアジア漫画としては良好な売れ行きを示した。翻訳者は荻島早苗と末吉美栄子である。末吉によると、漫画というより児童文学としての評価があり、後年まで図書館からの注文が続いたという。1992年、ボルネオ島の熱帯雨林伐採を題材とした日本人作家の絵本『森へ帰ろう』（1991年、金の星社）が『カンポンのガキ大将』の盗作だという疑いが持ち上がり、版元の判断で絶版となった。1996年にはマレーシアのブリタ・パブリッシングから続編『タウンボーイ』（柳沢玲一郎他訳）が、1998年にはさらにその続編『カンポンボーイ 昨日・今日』が出た。2014年にはマレーシア政府観光局のプロジェクトの一環として、左右田直規の監訳によりマレー語からの新訳『カンポンボーイ』が東京外国語大学出版会とマレーシア翻訳・書籍センターから共同出版された。同書は京都国際マンガミュージアムなどが主催する2014年度ガイマン賞において第2位を占めた。翌年には左右田による新訳『タウンボーイ』が刊行された。

### 米国版
2006年、タイトルから定冠詞 the を省いた米国版 Kampung Boy がファーストセコンド・ブックスから刊行された。マット・グレイニングの推薦文「史上最高の漫画の一つ」が表紙を飾った。ファーストセコンドのマーケティング担当によると内容のローカライゼーションはほとんど行われなかった。ただし文法とスペルはマレーシア標準のイギリス英語からアメリカ英語に変更された。レタリングはラットの書き文字を元にしたフォントで行われた。散発的にマレー語の語句が入っていることは読者にとって大きな障害にならないと判断された。それらの単語の多くは周りの文や絵から文脈によって意味を読み取ることができたため、版元は北米の読者のために語句の説明を加えることはほとんどしなかった。わずかな例外ではカッコ書きで意味を記すか、同じ意味の英単語に置き換えられた。

### テレビアニメシリーズ
『カンポンボーイ』の人気により、アニメ化への道が開かれた。同名のアニメシリーズの製作はマレーシア、フィリピン、米国などの企業が関与する国際的なプロジェクトとなり、1995年の始動から完成までに4年がかけられた。原作のキャラクターを使用して『ザ・シンプソンズ』と似たストーリーが展開されている。26エピソードからなり、伝統的な生活様式と現代の暮らしの調和、環境保全と都市開発のバランス、および土着の迷信がテーマとして集中的に扱われる。不気味なボダイジュの木が登場するエピソード「Oh! Tok」は、13分を超えるアニメ作品のエピソードを対象とするアヌシー特別賞を1999年に受賞した。パイロット版は1997年にテレビ放映されたが、シリーズ本編は1999年から衛星放送ネットワークAstroで放映された。マレーシア以外にもドイツやカナダなどで放映されている。

### その他
2011年、本書に基づくミュージカルがクアラルンプールで上演された。

## 評価と後世への影響
作者ラットによると、The Kampung Boy の初版6~7万部は3か月から4か月で完売し、1979年中に10万部以上が売れた。本作はラットの最高傑作であり、全著作の代表だと見なされている。2006年に出た米国版は、同年にチルドレンズ・ブック・カウンシルやブックリストエディターズ・チョイスなどの賞を受けた。また2007年には米国児童図書評議会から「傑出した海外書籍」賞を受賞した。
『カンポンボーイ』ではマレーシアの伝統文化が生き生きと表現されており、木造家屋や民族衣装、村の行事や祭礼、信仰や人間関係などが題材にされている。その様子は本作の執筆時期からさらに20年ほど遡ったものであり、単なる写実という以上に、近代的な都会人で国際経験も豊富な筆者がノスタルジックに再構成した情景だと見られる。マレーシアでは1970年代以降に急速な都市化が進んでおり、1960年代以前に育った多くのマレーシア人は、本書によってゆったりしたカンポンの暮らしを懐かしく思い出した。スティーブンソンは、『カンポンボーイ』が描写する過去の光景は、すべての読者の中で過去の幸せな体験を懐かしく思う気持ちと共鳴するだろうと述べた。カンポンの生活を知らない人も「子供時代、思春期、初恋という普遍的なテーマ」には共感できると考えられる。評論家小野耕世は本作の描写が日本人にも普遍的な郷愁を引き起こすと述べている。またスティーブンソンによると、本書は「浚渫船」のような言葉を知らない年少の読者に対しても恐ろしい巨大な機械というイメージが十分に伝わるように書かれている。
本書は子供の無邪気さを再現することで、子供と大人の両方に魅力を感じさせている。ピヤダサは「『カンポンボーイ』は小説として読めるように構成されたのが明らかな傑作だ」と述べた。ピヤダサは本作が絵で伝える子供時代の経験をカマラ・レイの小説『アフリカの子』と比較し、『カンポンボーイ』を「創作媒体を問わずあらゆる試みの中で、マレー系の村落での子供時代を最も見事に、最も繊細に想起させる」とした。スタインバーガーは本作を、幼少期の遊びやいたずらを詳しく書いたコリン・シールの自伝的小説 Sun on the Stubble と比較している。

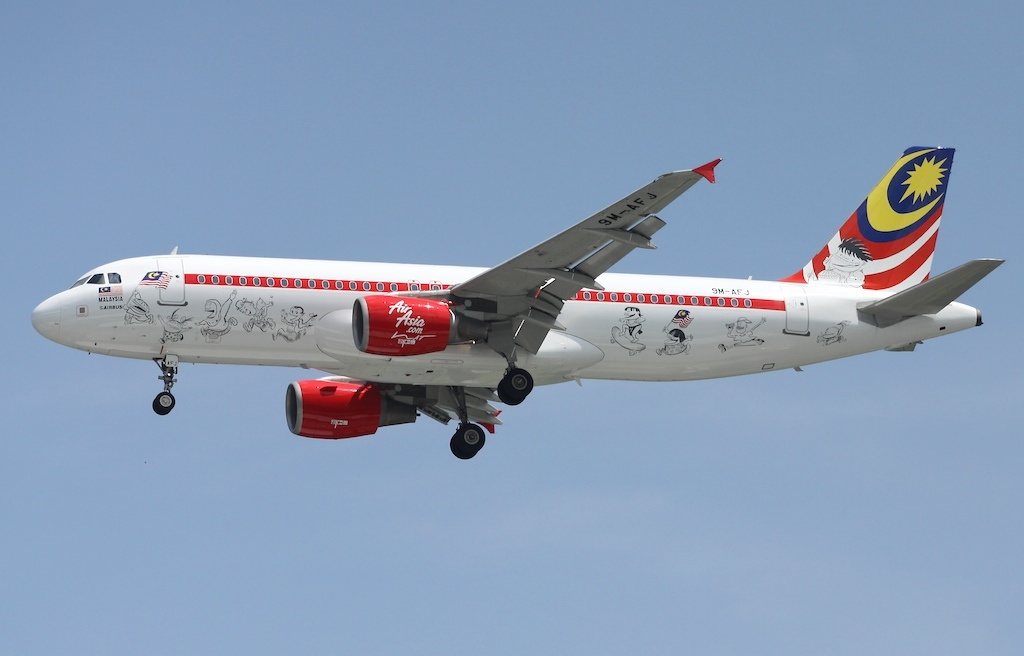
ラットのキャラクターが描かれたエアアジアの旅客機。

ラットは『カンポンボーイ』の人気から後押しを受けて、自作のキャラクターの商品化と一部作品の出版を行う会社「カンポンボーイ有限会社」を立ち上げた。同社はサンリオおよびヒット・エンターテインメントと提携し、2012年8月に開設されたマレーシア初の屋内テーマパークであるプテリ・ハーバー・ファミリーテーマパークの中で『カンポンボーイ』のテーマレストラン Lat's Place を開店した。『カンポンボーイ』の特徴的なキャラクターはマレーシアで目にする機会が多く、これまで切手や資産管理ガイド、飛行機の機体に描かれてきた。

## 続編とスピンオフ

### タウンボーイ
1981年に刊行された『タウンボーイ』(Town Boy) は『カンポンボーイ』の続編である。物語の舞台は多文化都市イポーに移り、『カンポンボーイ』で家庭内に終始していたマットの生活も広がってゆく。マットは学校に通い、アメリカのポップミュージックと出会い、新しくできたさまざまな人種の友人と町を駆け回り、悪ふざけを楽しむ。中国系のフランキーとはロック好き同士で、プレスリーの曲を共に聴いてエアギターを弾き、絆を深めていく。年頃になると「イポーで注目度ナンバーワンの女の子」ノルマとデートする。やがて皆が学校を卒業する時期が来て、イギリスに進学するフランキーと駅で別れを交わす。
『タウンボーイ』のストーリーは作者がイポーで過ごした青春時代の思い出を集めたものである。ラットは本作を書いた動機について「音楽について少しは知ってるんだってところを見せたかった」と言っているが、友情が中心的なテーマであり、フランキーが進学のため英国に向けてイポー駅を発つシーンが物語の幕切れとなる。ただし単純に人種間の美しい友情を謳い上げるのはラットの望むところではなかったため、多様なバックグラウンドを持つ当時の友人たちをフランキーに代表させ、音楽を通じて友情を結ぶようにさせた。作中では表立って描かれないものの、当時のマレーシア社会ではマレー系と中国系の対立があり、マットとフランキーが友情を育むのは「ほんとうはとても勇気のいること」だった。二人がフランキーの家で音楽を聴いて友情を結ぶ下りはジャーナリストのリズワン・A・ラヒムなどによって印象深いシーンとして挙げられている。
『タウンボーイ』の画面構成は『カンポンボーイ』よりもバリエーションが豊富で、「見開き2ページの大ゴマをいくつか並べたシークエンス」も使われている。コミックアーティストのセスは、ラットの絵が「活力と未加工のエネルギー」に満ちており、「全体的に風変わりなスタイルで描かれているが、それを支えているのは現実世界を驚くほど正確に捉える観察力だ」と評した。「ラットのきわめてユーモラスかつ人間的な」キャラクターたちがページ全体に描かれた群衆シーンが数か所あり、コミックジャーナリストのトム・スパージョンはそれらについてこう述べた。「『タウンボーイ』を読んでいると、雨が止んだばかりのストリート・フェアを見て回っているように感じるときがある。ありふれていたはずの存在が、一つの出来事によって何もかもくっきりと見えるようになったときのように。この街並みにはつい迷い込んでしまいそうになる」
異なる民族のキャラクターはそれぞれの母語でしゃべることがあり、その言葉は解説抜きの中国語やタミル語で書かれる。主人公のマット自身、学校では英語で、家庭ではマレー語を話す。ゴールドスミスとリズワンは外国語が作品を味わう障害にはならないと述べた。むしろそれらの言語は、英語が主流の世界とは異なる世界を作り出すのに役立っているという。中国語が飛び交うフランキーの家をマットが訪問する描写は文化を超えて伝わるもので、子供が新しい友達の家に行って「異質な、しかしどこか見慣れた日常」に触れたときの感じをリアリスティックに写し取っている。
2005年の時点で『タウンボーイ』は16回増刷を重ね、フランス語と日本語にも翻訳されていた。同作へのレビューは好意的なものだった。司書のジョージ・ガルシャクは詳細に描かれた群衆シーンや、多様性のあるキャラクター（人間だけでなく動物も含めて）を評価した。またラットの絵が持つ「エネルギー」はセルジオ・アラゴネスやマット・グレイニングを連想させるとされた。ロサンゼルス・タイムズにレビューを寄稿したローレル・モーリーは、本書をチャールズ・シュルツ独特のメランコリーを差し引いた『ピーナッツ』に例え、存在感のあるキャラクターたちが触れ合う様子に温かみがあると述べた。
多くの読者は『タウンボーイ』を前作より高く評価しているが、トム・スパージョンの考えでは、本作は凡百の作品より優れているとはいえ、よりテーマが絞られた『カンポンボーイ』には及ばない。スパージョンによると『カンポンボーイ』に比べて『タウンボーイ』は散漫な逸話が多く、主人公が初めて経験することのそれぞれが十分に掘り下げられていないという。

### カンポンボーイ 昨日・今日
ラットは1993年に刊行された『カンポンボーイ 昨日・今日』(Kampung Boy: Yesterday and Today) でカンポンのルーツを再訪した。コミック研究者ジョン・レントは同作をラットの「最高の業績」と評した。『昨日・今日』ではラットが1960年代に夢中になっていた遊びが取り上げられているが、過去の情景は1980～90年代における似た状況と並べられ、ユーモラスな視点で対比される。現代のシーンを水彩で、過去のシーンを白黒のままで描写することで、対置はいっそう強められる。ラットがこの本で目標としたのは「自身の子供たちに昔の生活がどれほど良かったか伝えること」だった。 
『カンポンボーイ』と同じく、『昨日・今日』では各シーンが非常に細密に描写されている。家庭や屋外で見つかる単純な品物を組み合わせたおもちゃで遊ぶ子供たちが描かれ、そのおもちゃの模式図も示される。ラットは過去の遊びを現代と比較し、現代の若者が創造性を失ったと嘆く。そのほかにも社会の変化についての論評が行われている。あるページでは、プールで水泳のレッスンを受ける子供を両親が熱心に見守り、その脇にはメイドがさまざまな水泳用具を持って控えている。激しい身振りで泳ぎ方を教えようとする親たちを横目に、ライフガードとインストラクターがプールの傍らに座って子供の上達を見守っている。対するに過去のシーンでは、「僕たちには川しかなかったし、お父さんはこうやって泳ぎを教えてくれた」というナレーションのもとで、怯えて暴れるラットは父親によって無造作に川に投げ入れられる。このようなディテールはムリヤディによると読者の追憶を誘い、「漫画をよりよく味わわせてくれる」。
大学講師ザイニ・ウジャンは『昨日・今日』で書かれる過去と現在の比較を社会批評と捉え、古いものの価値を考えずに新しいものと置き換えることだけが「発展」と呼ばれるのを容認できるか問いかけた。マレーシア国民大学のフジア教授は本書の結末を、子供からゆったりした生活を取り上げていいのかという親世代への警鐘だと解釈した。レントも同様の意見を持っており、ラットは冒頭から自身と友達が「大人になるのを急いでいない」姿を描くことで同じテーマを示していると述べた。レザ・ピヤダサの示唆によると、ラットはもう一つの目標として、マレーシアの都市部で育つ子供たちが「人間性を失わせる環境」にあることを指摘しようとしていた。